# World Database on Protected Areas

Logo der WDPA

Die World Database on Protected Areas (WDPA; deutsch: Weltdatenbank über geschützte Gebiete) ist eine Datenbank, in der annähernd alle wegen ihres ökologischen Wertes geschützten oder schützenswerten Gebiete der Welt erfasst und katalogisiert sind. Sie ist die umfassendste Datensammlung ihrer Art auf der Welt.
Die Datenbank wird betrieben von dem UNEP World Conservation Monitoring Centre (UNEP-WCMC) und in gemeinsamer Verantwortung mit der World Commission on Protected Areas der International Union for Conservation of Nature and Natural Resources (IUCN-WCPA) zusammen gepflegt.

## Geschichte
Die Arbeiten an der Erstellung einer umfassenden Datensammlung gehen zurück auf das Jahr 1981, als unter der Regie der IUCN in ihrem Büro in Cambridge eine derartige Datenbank geplant und zuerst als eine einfache Datei mit Informationen geschützter Gebiete aufgebaut wurde.
Mittels eines Joint Venture des United Nations Environment Programme und des World Wide Fund for Nature, wurden die Aktivitäten, die Datenbank zu komplettieren und die Nutzungsmöglichkeiten zu verbessern, verstärkt. Sie wurde offiziell beim World Conservation Monitoring Centre der IUCN angesiedelt. Aus dem einstiegen IUCN Zentrum, wurde im Jahr 2000 das von der UNEP getragene UNEP World Conservation Monitoring Centre. Die Datensammlung wurde dadurch für weitere Akteure geöffnet. Dazu wurde im Jahr 2004 das Proteus Projekt ins Leben gerufen. Ziel dieses Projektes war es, alle verfügbaren Biodiversitäts-Informationen zu sammeln und entsprechend aufbereitet frei und vor allem leichter verfügbar zu machen. Dieses Projekt bekam im Jahre 2007 mit dem Proteus 2012 einen Nachfolger, in dem unter anderem Firmen als finanzkräftige Sponsoren das Projekt fördern und sich gleichzeitig ein entsprechendes Umweltimage geben konnten. Die Sponsoren kamen u. a. aus der Erdöl- und Bergbaubranche.
Ziel von Proteus bis 2012 war es:
- die bereits verfügbare Datenbank WDPA in der bestmöglichen Weise der Öffentlichkeit zugänglich zu machen.
- mit anderen führenden Organisation des Artenschutzes zusammenzuarbeiten und deren vorhandene Informationen mit der WDPA-Datenbank zu verknüpfen, zu integrieren und vollständig kompatibel zu machen, so dass zum Beispiel Entscheidungsträger jederzeit über die bestmöglichen Informationen zu eventuellen Auswirkungen ihrer Entscheidungen verfügen können.
- über ein Wiki-ähnliches Browserwerkzeug die Möglichkeit zu schaffen, Informationen über kritische Vorgänge an den Küsten und im küstennahen Ökosystem kontinuierlich einpflegen zu können.[4]

Vielfach ist auch die Bezeichnung World Database of Protected Areas zu finden, teilweise auch auf offiziellen UN-Webseiten oder bei der WDPA selbst.

## Datenbank

### Inhalte
- Die Datenbank beinhaltet zuallererst die UN List of Protected Areas in der Version des Jahres 2003 mit 68.066 Einträgen, deren Daten 4–5 Bände füllen würden, aber auf Grund der Menge an Daten nur Online verfügbar sind.[1] Diese Datensätze erfüllen jeweils eine der Kategorien der IUCN.
- Des Weiteren waren bei der Erstellung der UN Liste über 34.000 geschützte Gebiete mit einer Fläche von 3,6 Millionen km² in der Datenbank gespeichert, die die Kriterien bis zur Drucklegung nicht erfüllten.[1]
- Die Datenbank hat nicht nur geschützte oder schützenswerte Landflächen gespeichert, sie beinhaltet auch Gebiete von Ozeanen oder anderen Gewässern.
- Die Datenbank beinhaltet auch geografische Informationen, die über ein implementiertes Geographisches Informationssystem analysiert, ausgewertet und visualisiert werden können.

### Nutzungsrechte der Datenbank
Die Datenbank ist unter anderem über eine webbasierte Onlineschnittstelle jederzeit frei zugänglich und stellt ihre Daten unter den Conservation Commons der Allgemeinheit zur Verfügung. Gleichwohl gibt es weitere Nutzungseinschränkungen:
- So darf die Datenbank nicht kommerziell genutzt werden.
- Auch darf die Datenbank oder deren Nutzung in keiner Weise weiter lizenziert werden.
- Wird Datenmaterial teilweise oder ganz in Publikationen genutzt, muss jeweils der aktuelle Stand verwendet werden. Ferner wird die Angabe der Quelle gefordert und die Zusendung von jeweils zwei Kopien der Publikation verlangt.
- Bei Online verwendeten Informationen besteht man auf dem Setzen eines Links zur Datenbank.[6]

Registrierte Benutzer können Daten zur weiteren Verwendung aus der Datenbank auf eigene Systeme herunterladen. Die Nutzungsmöglichkeit dieser Daten setzt allerdings ein Geoinformationssystem und die Interpretationsmöglichkeit des KML Formats voraus.

### Einschränkungen durch nationalstaatliche Regelungen
Das UNEP World Conservation Monitoring Centre, der Betreiber der Datenbank, hat sich bezüglich des Inhaltes der Datenbank einigen nationalstaatlichen Restriktionen unterworfen und unterwerfen müssen.
So erklärte sich das WCMC bereit, Daten auf Antrag wieder zu löschen, wenn ein Staat seine Souveränität durch die Übermittlung von Daten eines anderen Staates verletzt sieht. Eine weitere Einschränkung musste gegenüber dem Vereinigten Königreich gemacht werden. Da sich die Datenbank auf dem Territorium von Großbritannien befindet, fallen alle Daten unter das britische Datenschutzrecht. 
Die britische Regierung weigerte sich 2009 zunächst, Informationen über geschützte Gebiete auf ihrem Territorium herauszugeben und in der Datenbank speichern zu lassen. Sie änderte jedoch ihre Position und die Schutzgebiete des Vereinigten Königreichs sind in der WDPA enthalten.